# Mednarodna telekomunikacijska zveza
Mednarodna telekomunikacijska zveza (angleško International telecommunication union; kratica ITU) je mednarodna organizacija, ki sestavlja in potrjuje standarde v telekomunikacijah. Ustanovljena je bila 17. maja leta 1865 v Parizu kot »International Telegraph Union«. Njen sedež pa je v Ženevi.
Organizacija je razdeljena še na tri dele:
- ITU-T Sektor za telekomunikacije (Telecommunications Sector)
- ITU-R Sektor za radiokomunikacije (Radiocommunications Sector)
- ITU-D Sektor za razvoj (Development Sector)